# Gravationsbevis
Gravationsbevis (av latin gravatio, betungande) är ett bevis avseende viss fastighet, tomträtt eller annan inteckningsbar egendom (t. ex. fartyg), innehållande uppgifter om bland annat ägare och innehavare samt eventuella förhållanden som belastar egendomen - inteckningar, pantbrev, servitut och andra inskrivningar. Gravationsbevis, avseende fastigheter heter dokumentet numer fastighetsbevis, utfärdas av inskrivningsmyndigheten och ifall rörande fartyg från sjöfartsverket och deras fartygsregister.